# HD 133937
HD 133937，又名CD-4210050，SAO 225479、HR 5625，是一颗恒星，视星等为5.85，位于銀經328.04，銀緯13.22，其B1900.0坐标为赤經15h 2m 2.8s，赤緯-42° 13.22′ 58″。